# Thonningia sanguinea
Thonningia sanguinea ist die einzige Art der Pflanzengattung Thonningia innerhalb der Familie der Balanophoraceae. Die parasitär lebende Pflanzenart ist in Westafrika und dem tropischen Afrika beheimatet.

## Beschreibung und Ökologie

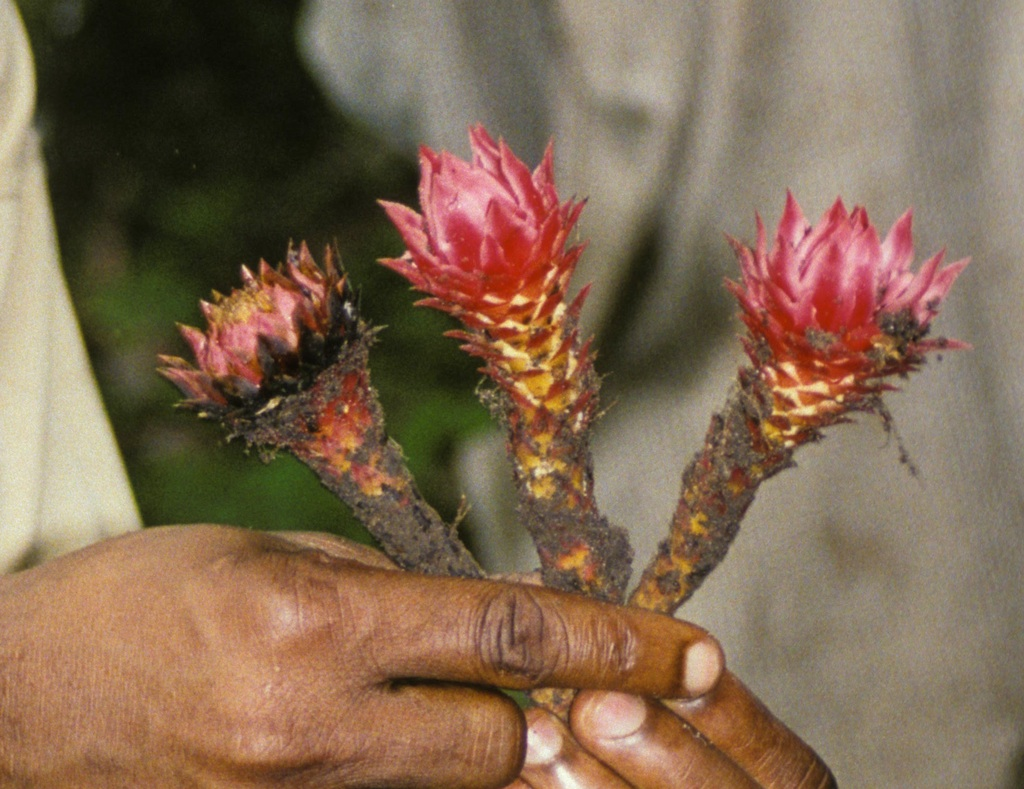
Ober- und unterirdische Pflanzenteile

### Vegetative Merkmale
Thonningia sanguinea ist ein obligater Parasit an Baum- und anderen verholzten Pflanzenarten. Thonningia sanguinea ist eine ausdauernde krautige Pflanze die bis etwa 20 Zentimeter hoch wächst. Aus den unregelmäßig geformten Knollen wachsen horizontal die im Querschnitt runden, verzweigten Rhizome.

### Generative Merkmale
Thonningia sanguinea ist zweihäusig (diözisch) oder selten einhäusig (monözisch). Die dichten und fleischigen Blütenstände setzen sich aus in Hüllkelchen eingefassten Köpfen zusammen, die gestielt bis sitzend und unverzweigt aus Augen der Knollen wachsen. Die Blütenstandsschäfte sind dabei dicht mit dachig angeordneten, spitzen und festen, kahlen Schuppen besetzt. Die Blütenstände sind bis zu 7 Zentimeter hoch. Die Hüllkelche sind rot oder rosafarben. Die eingeschlechtigen, kleinen Blüten sind cremeweiß. Der Blütenboden männlicher Blüten ist flach bis leicht konvex, der weibliche hingegen kegel- bis halbkugelförmig. Männliche Blütenstände tragen weniger Blüten in geringerer Dichte als weibliche. Die bis zu 4 Blütenhüllblätter, Tepalen sind mglw. spiralförmig angeordnet und von ungleicher Länge. Die bis zu 6 Staubblätter sind zu einem Synandrium (Gebilde, das durch die Verwachsung sämtlicher Staubblätter entsteht) verwachsen. Die weibliche Blütenhülle ist zylindrisch geformt und unregelmäßig zwei- bis vierlappig. Der unterständige Fruchtknoten ist einkammerig. Der fädliche und vorstehende Griffel ist relativ lang.
In einem halbkugelförmigen, erdbeerähnlichen und rötlichen Fruchtstand stehen die jeweils einsamigen Achänen zusammen.

## Vorkommen
Thonningia sanguinea ist in Westafrika von Sierra Leone bis ins westliche Kamerun sowie durch weite Teile des restlichen tropischen Afrika bis Angola und Sambia verbreitet.
Thonningia sanguinea gedeiht in Wäldern, Dickichten und an diesen angrenzender Savanne an vielen verschiedenen Wirten in Höhenlagen von 230 bis 1676 Metern. In Plantagen tritt Thonningia sanguinea als Schädling von Pflanzenarten wie Hevea-Arten, Ölpalmen oder Kakao auf. Für die Pflanze sind auch magisch-religiöse und traditionell medizinische Nutzungen überliefert.

## Systematik
Die Erstbeschreibung der Gattung Thonningia und der Art Thonningia sanguinea erfolgte 1810 von Martin Vahl. Der Gattungsname Thonningia ehrt den dänischen Botaniker Peter Thonning. Das Artepitheton sanguinea verweist auf die blutrote Farbe des Hüllkelchs.